# Tanakh

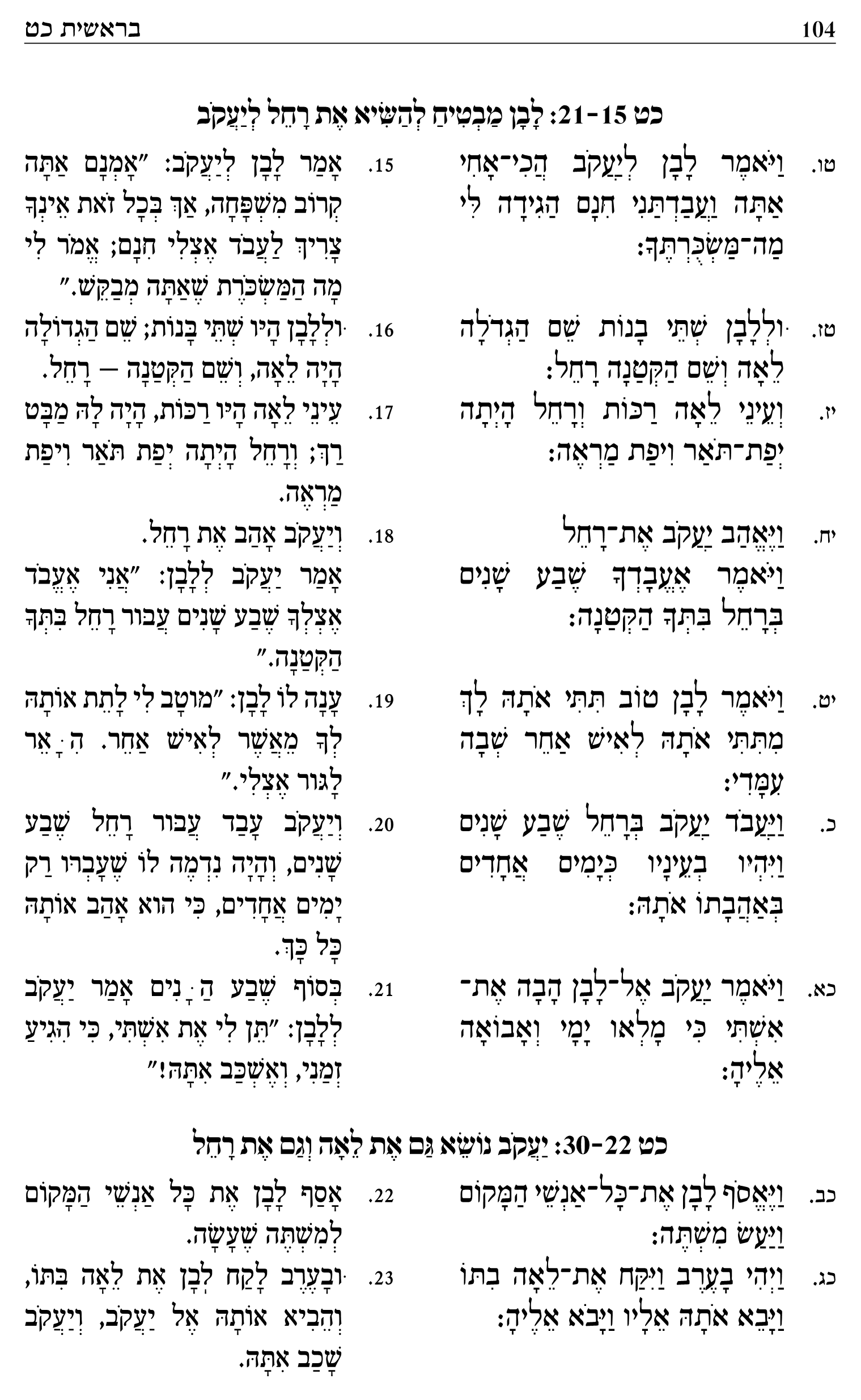
Seção do livro do Gênesis (בראשית), trecho da história de Jacó, Raquel e Labão

O Tanakh (em hebraico:  תַּנַ"ךְ; ([tɑːˈnɑːx], pronunciado [taˈnaχ] ou [təˈnax];) ou Tanaque,  ou TN"K, Tanak, Tenakh, Tenak, Tanach, Tanac e conhecida também em hebraico:  מִקְרָא; Mikrá, Miqrá, ou ainda como Bíblia Hebraica), é a coleção canônica dos textos hebraicos, fonte do cânone do Antigo Testamento cristão. Do TN"K constam 24 livros.
A coleção canônica de escrituras judaicas, compreende a Torá (os cinco livros de Moisés), os Nevi'im (os livros dos profetas) e os Ketuvim ("Escritos", onze livros), ou seja, excluindo os livros apócrifos e deuterocanónicos do Antigo Testamento. Diferentes ramos do judaísmo e do samaritanismo preservaram diferentes versões do cânone, incluindo o texto da Septuaginta do século III a.C. usado no judaísmo do Segundo Templo, a Peshitta siríaca, o Pentateuco samaritano, os Manuscritos do Mar Morto e, mais recentemente, o Texto Massorético medieval do século X compilado pelos massoretas e usado hoje no judaísmo rabínico. Os termos "Bíblia Hebraica" ou "Cânon Judaico" são frequentemente confundidos com o Texto Massorético. No entanto, o Texto Massorético é uma versão medieval e um dos vários textos considerados autoritativos por diferentes tipos de judaísmo ao longo da história. A versão atual do Texto Massorético é composta de textos em hebraico antigo, com exceção de dois livros, o de Daniel e o de Esdras, que contêm trechos em aramaico.

## Terminologia
Tn"k é o acrônimo formado a partir das três primeiras letras das divisões tradicionais do texto massorético: Torá, Nevi'im e Ketuvim (Instrução, Profetas e Escritos) — que resulta em TaNaK. O Tanakh é passado de geração em geração na forma escrita, conforme a tradição rabínica de transmitir a totalidade apenas de boca a boca e face a face, essa tradição ficou conhecida como a Torá oral, que foi compilada nos Targumim, no Talmude, em diversos midrashim e em outros escritos rabínicos.
O acrônimo "TaNaK" é documentado na literatura rabínica pós-talmúdica. Durante esse período do Talmude o termo "Tanakh" não foi usado. Em vez disso, foi preferido o termo Mikrá ou Miqrá, isso porque os textos do Tanakh eram "lidos" em público. Foi devido a esse costume que até hoje se usa o termo Mikrá, pois logo subentende-se como se referindo a praticar a leitura, estudo e comentários acerca dele. No hebraico moderno, o uso dos termos é intercambiável.

## Desenvolvimento e codificação
Não há um consenso acadêmico sobre quando o cânone dos judeus foi fixado: alguns acadêmicos argumentam ter sido fixado durante a dinastia dos Asmoneus, enquanto outros argumentam que só foi consertado no primeiro século ou até mesmo mais tarde.
O Talmude diverge sobre quem compilou o Tanakh. Em alguns trechos diz que a maior parte do Tanakh foi compilado pelos homens da Grande assembleia  — suposta linhagem de sábios entre Esdras e o período rabínico  —  e que a tarefa foi concluída em 450 a.C. e desde então permanece inalterada. Outras partes do Talmude dizem que Esdras reescreveu o Tanakh por completo, trocando a escrita fenícia ou paleo-hebraica para a assíria.
O cânon de 24 livros é mencionado no Midrash Qoheleth 12:12: Quem reúne em sua casa mais de 24 livros traz confusão.

## Escrita e pronúncia
O sistema original de escrita dos textos está em abjad: em escrita consonantal, exceto por algumas letras que também podem representar som vocálico ("matres lectionis").
Foi na Idade Média que eruditos conhecidos como massoretas criaram um sistema que padronizou a vocalização, que se deu principalmente por Aaron ben Moses ben Asher, da escola de Tiberíades, baseado na tradição oral da leitura do Tanakh, daí o nome de vocalização tiberiana, com inclusões inovadoras de Ben Naftali e dos exilados babilônicos.
Apesar desse processo tardio, o uso sinagogal mantêm a pronúncia e cantilação para manter um laço com a revelação do Sinai, pois, uma vez sem esses recursos de pausas e cantilação tornar-se-ia tarefa impossível a leitura do texto na sua forma original. A combinação de um texto (מִקְרָא - miqrā) à sua pronunciação (נִיקּוּד - nîqqûḏ) com a cantilação (טְעַמִים - ṭəʿamîm) abre ao leitor um entendimento significativo, percebendo as nuances no fluxo das sentenças textuais.

## Organização
Sua subdivisão consiste de 24 livros, sendo que I e II Samuel, I e II Reis e I e II Crônicas e Esdras e Neemias contam como sendo um só livro cada dupla e também os Doze profetas menores, considerados um só livro. Em hebraico, como se fosse um padrão, o livro leva o nome da primeira palavra proeminente.
Tradicionalmente, a Bíblia Hebraica é dividia em três agrupamentos:

### Torá
Torá (Literalmente תּוֹרָה "ensino"), comumente conhecido por Pentateuco ou "Cinco livros de Moisés". Na versão impressa (não em rolos) é frequentemente chamada de Amishá Humshi Torá (חמישה חומשי תורה) e informalmente Humash.
1. Bereshit (בְּרֵאשִׁית, literalmente "Em princípio")
2. Shemot (שִׁמוֹת, literalmente "Nomes")
3. Vayikrá (וַיִּקְרָא, literalmente "E disse")
4. Bamidbar (בְּמִדְבַּר, literalmente "No deserto")
5. Devarim (דְּבָרִים, literalmente "Palavras")

### Nevi'im
Nevi'im (נְבִיאִים, "Profetas") é a segunda parte do Tanakh, fica entre Torá e Ketuvim, contendo dois subgrupos, Profetas pioneiros (נביאים ראשונים Nevi'im Rishonim, as narrativas de Josué, Juízes, Samuel e de Reis) e dos Últimos Profetas  (נביאים אחרונים Nevi'im Aharonim, os livros de Isaías, Jeremias e Ezequiel e dos Doze profetas menores). Esta coleção inclue livros que vão desde a saída do Egito e consecutivamente a entrada em Israel até o Cativeiro babilônico da última tribo de Israel (fechando assim o "período de profecia").
Sua distribuição não é cronológica, mas substantiva:
1. (יְהוֹשֻעַ / Yəhôšūʿa)— Josué
2. (שֹׁפְטִים / Šōfṭîm)—Juízes
3. (שְׁמוּאֵל / Šmû'ēl)—Samuel
4. (מְלָכִים / Məlāḵîm)—Reis
5. (יְשַׁעְיָהוּ / Yəšaʿyahû)— Isaías
6. (יִרְמְיָהוּ / Yirəmyahû)— Jeremias
7. (יְחֶזְקֵאל / Yəḥezqē'l)— Ezequiel

Os Doze profetas menores (תרי עשר, Trei Asar, "Os doze") são considerados apenas um único livro ou rolo:
1. (הוֹשֵׁעַ / Hôshēʿa)—Oseias
2. (יוֹאֵל / Yô'ēl)—Joel
3. (עָמוֹס / ʿĀmôs)—Amós
4. (עֹבַדְיָה / ʿŌvaḏyâ)—Obadias (Abdias)
5. (יוֹנָה / Yônâ)—Jonas
6. (מִיכָה / Mîḵâ)—Miqueias
7. (נַחוּם / Naḥûm)—Naum
8. (חֲבַקּוּק / Ḥăvaqqûq)—Habacuque
9. (צְפַנְיָה / Ṣəfanyâ)—Sofonias
10. (חַגַּי / Ḥaggai)—Ageu
11. (זְכַרְיָה / Zəḵaryâ)—Zacarias
12. (מַלְאָכִי / Mal'āḵî)—Malaquias

### Ketuvim
Ketuvim (כְּתוּבִים, "Escritos") consiste de 11 livros:
Livros Poéticos
1. Tehillim (Salmos) תְהִלִּים
2. Mishlê (Provérbios) מִשְׁלֵי
3. Iyyôv (Jó) אִיּוֹב

Nos manuscritos massoréticos (e em algumas edições impressas), Salmos, Provérbios e Jó são apresentadas na forma de duas colunas especiais que enfatizam as paralelas stich nos versos, que são uma função da sua poesia. Coletivamente, esses três livros são conhecidos como Sifrei Emet (um acrônimo dos títulos em hebraico:  איוב, משלי, תהלים  produzindo assim Emet (אמ"ת), que em hebraico significa "verdade").
Esses três livros são também os únicos no Tanakh com um sistema especial de notas de cantilação que são projetadas para enfatizar pontos paralelos dentro dos versos. No entanto, o começo e o fim do livro de Jó estão no sistema normal de prosa.
Cinco Rolos (Hamesh Megillot)
As Cinco Megillot (Hamesh Megillot) são lidas em voz alta na sinagoga em ocasiões especiais [indicadas entre colchetes], como se pode ver abaixo.
1. Šīr Hašīrīm (Cântico dos Cânticos ou Cantares de Salomão) שִׁיר הַשִׁירִים [Pessach ou Páscoa judaica]
2. Rûṯ (Rut) רוּת [Shavuot]
3. Êkhah (Lamentações) אֵיכָה [Tisha B'Av]; o livro também é chamado Kinnot em hebraico.
4. Qōheleṯ (Eclesiastes ou Coélet) קֹהֶלֶת [Sukkot]
5. Esṯēr (Ester) אֶסְתֵר [Purim]

Os cinco livros relativamente curtos: Cântico dos Cânticos (ou Cantares), Rute, Lamentações, Eclesiastes e Ester são coletivamente conhecidos como Hamesh Megillot (Os cinco rolos). Esses são os livros mais recentes coletados no cânone judaico, com as partes mais recentes tendo datas que vão até o segundo século a.C. Esses pergaminhos são tradicionalmente lidos ao longo do ano em muitas comunidades judaicas.
Além dos três livros poéticos e dos cinco rolos, os livros restantes em Ketuvim são Daniel, Esdras-Neemias e Crônicas. Embora não haja um agrupamento formal para esses livros na tradição judaica, eles, no entanto, compartilham uma série de características distintivas.
1. Suas narrativas descrevem abertamente eventos relativamente tardios (isto é, o cativeiro babilônico e a subsequente restauração de Sião).
2. A tradição talmúdica atribui autoria tardia a todos eles.
3. Dois deles (Daniel e Esdras) são os únicos livros no Tanakh com partes significativas em aramaico.

Os livros de relatos
1. Dānî'ēl (Daniel) דָּנִיֵּאל
2. ʿEzrā (Esdras—Neemias) עֶזְרָא
3. Divrê hayyāmîm (Crônicas) דִּבְרֵי הַיָּמִים

A tradição textual judaica nunca finalizou a ordem dos livros em Ketuvim. O Talmude Babilônico (Bava Batra 14b — 15a) dá sua ordem como Rute, Salmos, Jó, Provérbios, Eclesiastes, Cantares de Salomão, Lamentações, Jeremias, Daniel, Ester, Esdras e Crônicas.
Nos códices massoréticos Tiberiano, de Aleppo e de Leninegrado dão sua ordem como Crônicas, Salmos, Jó, Provérbios, Rute, Cântico de Salomão, Eclesiastes, Lamentações de Jeremias, Ester, Daniel e Esdras. 

## Principais edições críticas
Várias edições impressas da Tanakh foram compostas ao longo dos anos, porém algumas se destacam pela sua importância nos estudos das Escrituras judaicas, geralmente referidas como Biblia Hebraica (em latim):
- Biblia Hebraica de Kittel (1ª, 2ª e 3ª edição)
- Biblia Hebraica Stuttgartensia (4ª edição)
- Biblia Hebraica Quinta (5ª edição, em andamento)[11][12][13][14]

### Bíblia Hebraica de Kittel (BHK)
O hebraísta Rudolf Kittel publicou na Alemanha duas edições da Biblia Hebraica (BH), sendo a primeira (BH1) em 1906 e a segunda (BH2) com pequenas revisões em 1913. Ambas as edições reproduziram o texto hebraico, editado por Mikraot Gedolot e publicado por Daniel Bomberg em Veneza, no ano de 1524. Estas edições não incluíram as notas massoréticas, embora a edição do Bomberg as tivessem. Sua característica principal são suas notas de rodapé que gravam correções possíveis ao texto hebraico. São também baseadas no Pentateuco Samaritano e em traduções conceituadas da Bíblia, como a Septuaginta, Vulgata e Peshitta. Assim, usou-se o texto geralmente aceito e preparado por Jacob ben Chayyim como base.Em 1936, quando tornaram-se disponíveis os textos massoréticos de Ben Asher, como o do Códice de Leningrado (L), textos que são bem mais antigos e superiores, sendo  padronizados por volta do século XX, Kittel iniciou uma terceira edição da Biblia Hebraica (BH3), cujo texto hebraico é ligeiramente diferente, e com algumas notas de rodapé completamente revisadas. Esta obra foi concluída por seus associados, após a sua morte. Foi a primeira vez que uma Bíblia em hebraico reproduziu integralmente o texto do Códice de Leningrado (L). Os créditos pela ideia de usar o códice, cabem a Paul Kahle. Esta 3ª edição apareceu nas publicações de 1929 a 1937, sendo que a primeira edição em um só volume foi em 1937. Depois disso foi reimpresso muitas vezes, incluindo as mais antigas edições que gravam variantes no livro de Isaías e do livro de Habacuque nos Pergaminhos do Mar Morto. Reproduz exatamente as notas massoréticas do códice, sem as editar.

### Bíblia Hebraica Stuttgartensia
A Bíblia Hebraica Stuttgartensia, ou BHS, é uma edição da Bíblia do Texto Massorético, totalmente baseada no Códice de Leningrado (L) publicada pela Sociedade Bíblica Alemã (Deutsche Bibelgesellschaft), em Stuttgart, dai o nome adotado pela 5ª edição.
Trata-se de uma revisão da 3ª edição da Biblia Hebraica editada por Rudolf Kittel (BH3), também baseada no Códice L. As notas de rodapé das páginas foram totalmente revisadas, por um nome distinto conforme o prefácio da BHS. Originalmente estas notas foram acrescentadas aos poucos desde 1968 a 1976, chegando a ser um só volume em 1977. Desde então foi reimpressa muitas vezes e passou por algumas edições de correção menores (atualmente 5ª edição corrigida).

### Bíblia Hebraica Quinta (BHQ)
A Bíblia Hebraica Quinta (BHQ),como sugeri o nome, trata-se da 5ª edição acadêmica da Bíblia Hebraica ainda em andamento. O projeto está sendo publicado em fascículos, livro a livro, desde 2004. A obra completa e está prevista para conclusão em 2020.

### Outras edições importantes
Segundo o especialista em Bíblia Hebraica, Dr. Edson de Faria Francisco, algumas antigas edições críticas, além da BHK, merecem menção:
- Vetus Testamentum Hebraicum cum variis lectionibus, editada por Benjamin Kennicott em 2 volumes.
- Variae Lectiones Veteris Testamenti, editada por Giovanni B. de Rossi em 4 volumes.
- Textum Masoreticum accurstissime expresdit e fontibus, editada por Christian D. Ginsburg.

Há ainda as edições:
- Hebrew Old Testament, de Norman H. Snaith.
- Hebrew Old Testament, de Christian D. Ginsburg.
- Hebrew University Bible Projet (HUBP), edição crítica da Universidade Hebraica de Jerusalém.
- Bíblia Hebraica de Soncino de Bréscia (1488);
- Bíblia Hebraica de Daniel Bomberg de Veneza. (1516-1517);
- Bíblia Hebraica de Daniel Bomberg de Veneza, segunda edição revisada por Yaakov ben Hayyim (1525). Tornou-se padrão para as Mikra, a Bíblia rabínica impressa;

## Traduções
Em inglês
- Uma Nova Tradução com o auxílio de Versões Anteriores e com a Consulta Constante das Autoridades Judaicas foi publicada em 1917 pela Sociedade de Publicações Judaica. Foi substituído pelo seu Tanakh em 1985.
- Tanakh, Sociedade de Publicação Judaica, 1985, ISBN 0-8276-0252-9.
- Tanach: The Stone Edition, Hebraico com tradução para o inglês, Mesorah Publications, 1996, ISBN 0-89906-269-5, em homenagem ao benfeitor Irving I. Stone.
- Tanakh Ram, uma tradução para o hebraico moderno (2010–) por Avraham Ahuvya (RAM Publishing House Ltd. e Miskal Ltd.)

Em português
- A Lei de Moisés e as Haftarot feita pelo rabino Meir Matzliah Melamed em 1962 em São Paulo.
- A Torá Viva  foi traduzida por Adolpho Wasserman em 2001.

## Estudos judaicos daTanakh
Existem duas abordagens principais para estudar e comentar o Tanakh na comunidade judaica.
Há uma abordagem clássica com foco no estudo religioso da Torá, onde se supõe que a Torá é divinamente inspirada.
Outra abordagem é estudar a Torá sob seus aspectos de criação humana. Nessa abordagem, os estudos podem ser considerados como um sub-campo de estudos religiosos.
Alguns comentadores rabínicos clássicos, como Abraham Ibn Ezra, Ralbag e Maimônides, usaram muitos elementos da crítica bíblica contemporânea, incluindo seu conhecimento de história, ciência e filologia. Seu uso da análise histórica e científica da Bíblia foi considerado aceitável pelo judaísmo histórico devido ao compromisso de fé do autor com a ideia de que Deus revelou a Torá a Moisés no Monte Sinai.
A comunidade judaica ortodoxa moderna permite que uma ampla gama de críticas bíblicas sejam usadas para livros bíblicos fora da Torá, e alguns comentários ortodoxos agora incorporam muitas das técnicas encontradas anteriormente no mundo acadêmico, por exemplo, a série Da'at Miqra. Judeus não ortodoxos, incluindo os afiliados ao judaísmo conservador e ao judaísmo reformista, aceitam abordagens tradicionais e seculares aos estudos bíblicos. "Comentários judaicos sobre a Bíblia", discute os comentários judaicos do Tanakh e do Targum à literatura rabínica clássica, a literatura do Midrash, os comentaristas medievais clássicos e os comentários modernos.<ref group="Notas">Literatura rabínica clássica compreende todas as antigas compilações literárias dos judeus que transmitem as tradições dos Tannaim (70-200 dC ) e Amoraím (do século III a V e.C) rabinos na Palestina e Babilônia: a Mishná, a Tosefta, o Talmud Palestino e Babilônico, e vários Midrashim. Consequentemente, a literatura rabínica deve ser vista como uma literatura coletiva e não autoral, transmitindo ampla variedade de visões e ensinamentos parcialmente divergentes e contraditórios, em vez de fornecer um esboço sistemático linear do ponto de vista de um indivíduo em particular. O estudo crítico da literatura rabínica começou no século XIX com o chamado "Wissenschaft des Judentums" (Ciência do Judaísmo), cujos representantes começaram a aplicar aos textos rabínicos com métodos históricos e filológicos que também eram usados em outros campos das humanidades. A aplicação de métodos e teorias de áreas afins, como a teoria literária, permite ver os textos de uma nova perspectiva.
Algumas comunidades hassídicas e mitnagdim rejeitam aplicar as abordagens críticas à Tanakh. Por outro lado, adeptos da Cabala aderem a uma leitura mística dos textos sagrados.